# نموذج القطرة

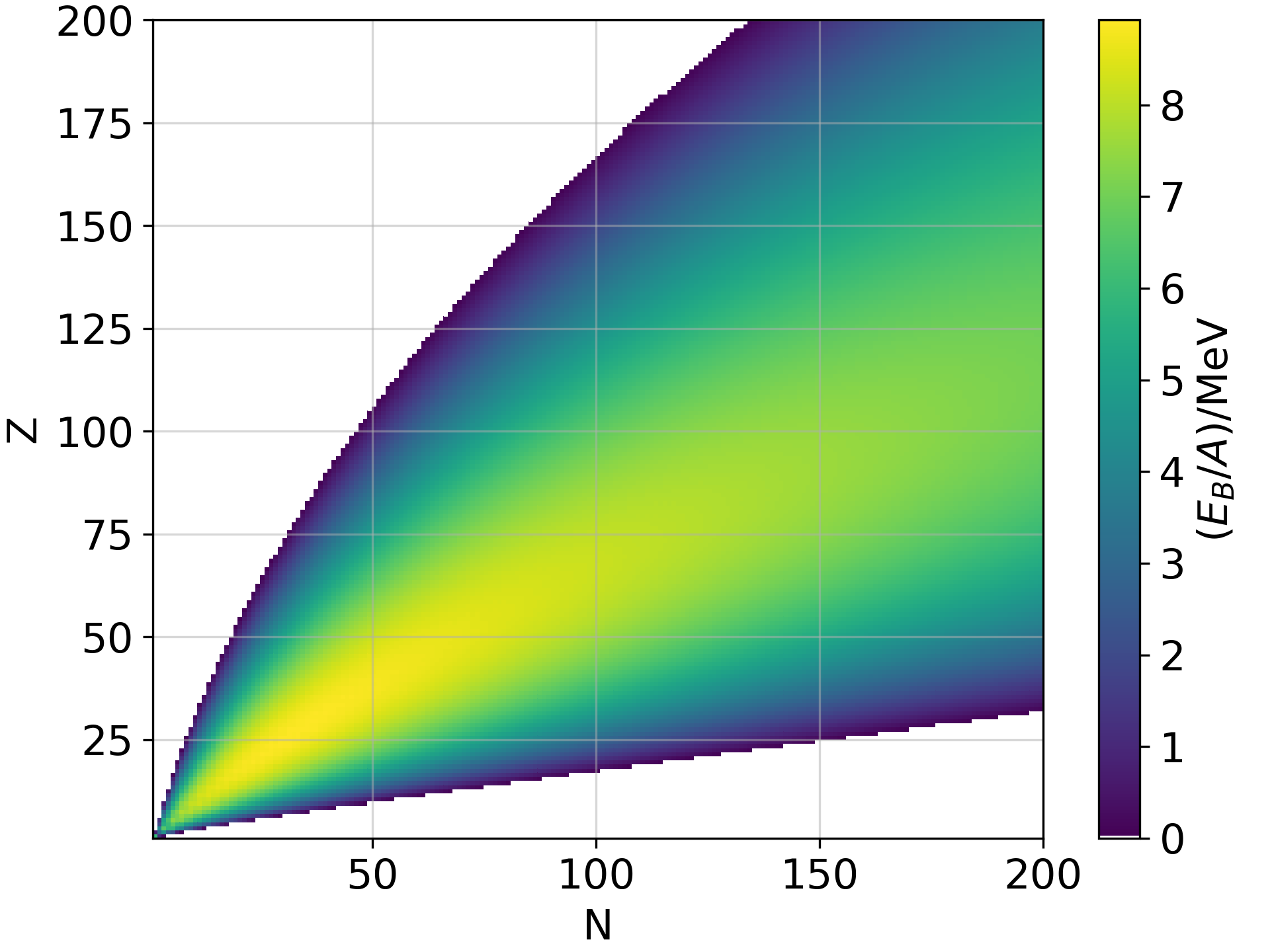

نموذج قطرة السائل في الفيزياء النووية (بالإنجليزية:liquid drop model) هو نموذج تقريبي لبناء النواة الذرية للعناصر، ويمثلها بقطرة سائل . وقدم هذا الاقتراح جورج جاموف ، وقام الفيزيائي الألماني كارل فريدريش فون فايتزيكر
عام 1935 بصياغة معادلة الكتلة للنواة الذرية والمعتمدة على ذلك الافتراض. ثم قام نيلز بور عام 1936 بتطوير المعادلة لاحتواء افتراض النواة المركبة كمرحلة وسطية أثناء تفاعل نووي .
ثم قام بور و جون ويلر عام 1939 باستخدام النموذج لتفسير الانشطار النووي. كما تناول كل من انريكو فيرمي وهانز بيته بمداومة تعديله .
وتعود فكرة النموذج إلى أنه توجد بين النوكليونات (مكونات النواة من بروتونات ونيوترونات ) توجد قوة جاذبية قوية (تآثر قوي) فاعليتها قصيرة المدى جدا بحيث أنها تعمل بين النيوكلونات المجاورة فقط . وبناء على ذلك التصور ان تكون كثافة توزيع النوكليونات في النواة ثابتة. أما التنافر الكهربي الناشيئ عن شحنات البروتونات الموجبة (طبقا لقانون كولوم) فهو يتصف بمداه الطويل، وهو أضعف من التآثر القوي بكثير، مما يعمل على تماسك النوكليونات في نواة الذرة.
ويمكن بواسطة نموذج القطرة للنواة الذرية حساب متوسط طاقة الارتباط النووي لكل نوكليون، وذلك باستخدام بعض نتائج القياسات .

## اقرأ أيضًا
- نموذج غلاف نووي
- طاقة الارتباط
- نقص الكتلة
- النيوترون
- عدد سحري

## وصلات خارجية
- الجمعية النووية الأميريكية
- مفاعل الماء المغلي، BWR برنامج محاكي
- ببليوغرافيا مشروحة عن الفيزياء النووية من Alsos المكتبة الرقمية للالقضايا النووية
- Nucleonica.. مدفوعة الإنترنت للعلوم النووية
- العلوم النووية ويكي
- خدمات البيانات النووية -- الوكالة الدولية للطاقة